# Alex Petriachvili
Alex Petriachvili (en géorgien : ალექსი პეტრიაშვილი), né le 24 août 1970 à Tbilissi, est un homme politique géorgien. Membre du conseil politique de Rêve géorgien jusqu'en octobre 2012, il est ministre d'État chargé de l'intégration européenne et euro-atlantique de 2012 à 2014.

## Biographie
Alex Petriachvili est élu député de Géorgie lors des élections législatives de 2012, qui voient la victoire de Rêve géorgien, sous la direction de Bidzina Ivanichvili et de ses alliés. La coalition politique bat le Mouvement national uni au pouvoir, incarné par le président Saakachvili, avec une majorité de 55 % des voix. 
Il est ensuite nommé ministre d'État chargé de l'intégration européenne et euro-atlantique le 25 octobre 2012, et reste en poste jusqu'en 2014.